# Le Samyn des Dames

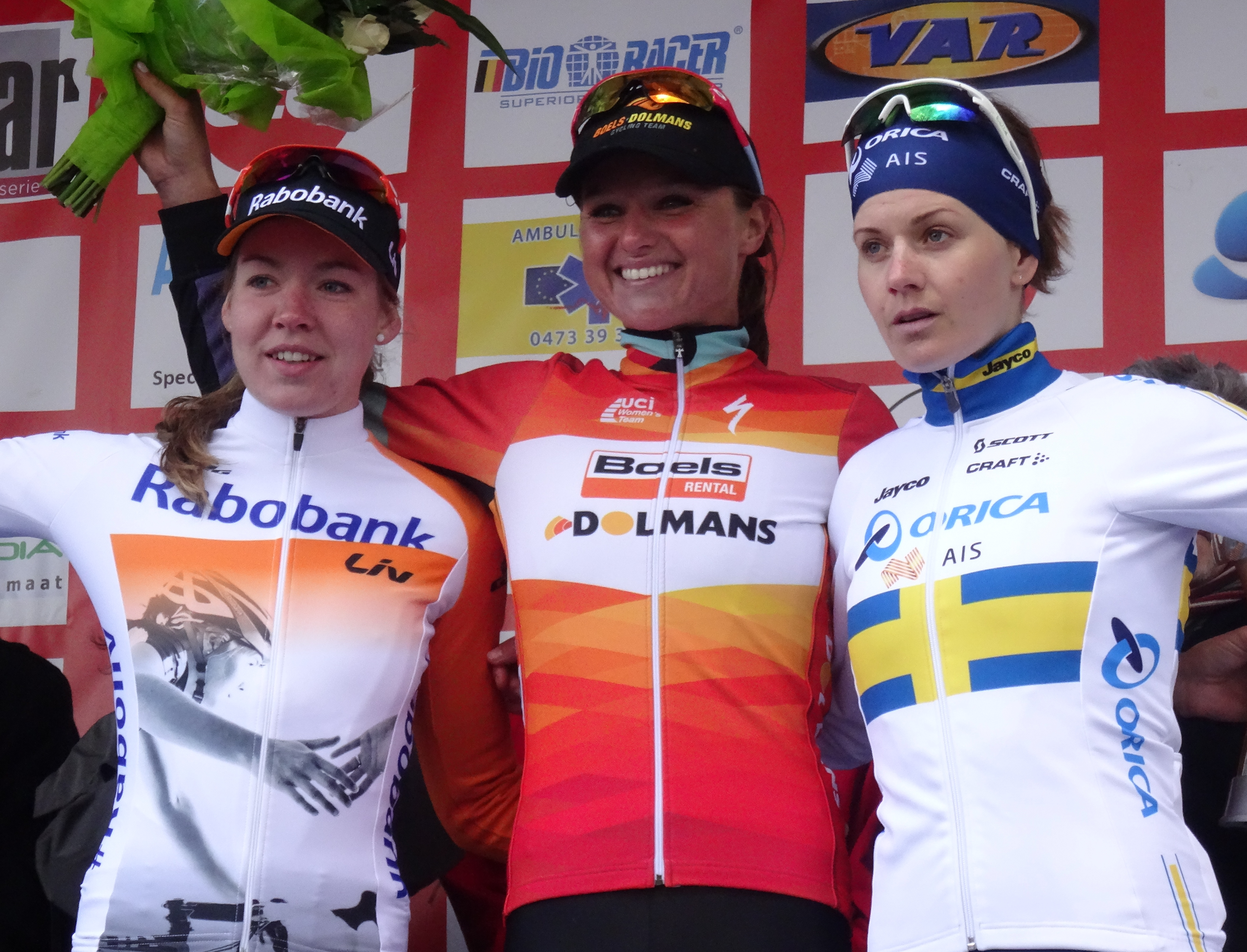
il podio del 2015

Le Samyn des Dames è una corsa in linea femminile di ciclismo su strada che si tiene annualmente nella Provincia dell'Hainaut, in Belgio. La corsa è inclusa nel Calendario internazionale femminile UCI come prova di classe 1.1 (1.2 fino al 2020) e si svolge lo stesso giorno della Samyn maschile.

## Albo d'oro
Aggiornato all'edizione 2024.
| Anno | Vincitrice               | Seconda                   | Terza                   |
| ---- | ------------------------ | ------------------------- | ----------------------- |
| 2012 | Adrie Visser             | Noemi Cantele             | Trixi Worrack           |
| 2013 | Ellen van Dijk           | Shelley Olds              | Emma Johansson          |
| 2014 | Emma Johansson           | Ashleigh Moolman          | Sofie De Vuyst          |
| 2015 | Chantal Blaak            | Anna van der Breggen      | Emma Johansson          |
| 2016 | Chantal Blaak            | Emma Johansson            | Amy Pieters             |
| 2017 | Sheyla Gutiérrez         | Amy Pieters               | Tiffany Cromwell        |
| 2018 | Janneke Ensing           | Floortje Mackaij          | Lauren Kitchen          |
| 2019 | Jip van den Bos          | Daniela Gaß               | Demi de Jong            |
| 2020 | Chantal Blaak            | Christine Majerus         | Lotte Kopecky           |
| 2021 | Lotte Kopecky            | Emma Norsgaard Jørgensen  | Chloe Hosking           |
| 2022 | Emma Norsgaard Jørgensen | Chiara Consonni           | Vittoria Guazzini       |
| 2023 | Marta Bastianelli        | Maria Giulia Confalonieri | Vittoria Guazzini       |
| 2024 | Vittoria Guazzini        | Annina Anthosalo          | Christina Schweinberger |

## Vittorie per paese
Aggiornato all'edizione 2024.
| Pos       | Paese       | Vittorie |
| --------- | ----------- | -------- |
| 1         | Paesi Bassi | 7        |
| 2         | Italia      | 2        |
| 3         |             |          |
| Belgio    | 1           |          |
| Danimarca | 1           |          |
| Spagna    | 1           |          |
| Svezia    | 1           |          |